# Integral de Lebesgue

La integral d'una funció positiva es pot interpretar com l'àrea continguda entre la corba i l'eix x.

En matemàtiques, la integral d'una funció no negativa, en el cas més senzill es pot entendre com l'àrea entre el gràfic de la funció i l'eix x. La integral de Lebesgue és una construcció matemàtica que estén la integral a una classe de funcions més gran; també estén els dominis sobre els quals es poden definir aquestes funcions. Durant molt de temps es va entendre que l'àrea davall la corba de funcions no negatives amb un gràfic prou suau (com per exemple les funcions contínues en intervals tancats i fitats) es podia definir com la integral i es podia calcular emprant tècniques d'aproximació de la regió mitjançant polígons. Però, a mesura que va sorgir la necessitat de tenir en compte funcions més irregulars (per exemple, com a resultat de límits de successions de funcions en Anàlisi matemàtica i en la Teoria matemàtica de la Probabilitat) es va fer clar que calien tècniques d'aproximació més curoses per a definir una integral adequada.
La integral de Lebesgue té un paper important en la branca de les matemàtiques anomenada Anàlisi real i en molts altres camps de les ciències matemàtiques.
La integral de Lebesgue rep el seu nom en honor de Henri Lebesgue (1875-1941).
El terme "integració de Lebesgue" es pot referir a la teoria general de la integració d'una funció respecte d'una mesura general, tal com la va presentar en Lebesgue, o al cas específic d'integració d'una funció definida en un sub-domini de la recta real respecte de la mesura de Lebesgue.

## Introducció
La integral d'una funció f entre els límits a i b es pot interpretar com l'àrea davall del gràfic de f. Això és fàcil d'entendre per a funcions familiars com ara les funcions polinòmiques, però, què significa per a funcions més exòtiques? En general, quina és la classe de les funcions per a les quals "àrea davall el gràfic de la funció" té sentit? La resposta a aquestes qüestions té una importància teòrica i pràctica molt gran.
Al segle xix com a part d'un moviment general cap al rigor en les matemàtiques, es varen fer intents de dotar el càlcul integral d'uns fonaments ferms. La integral de Riemann, proposada per en Bernhard Riemann (1826-1866), és un intent amb un èxit extens per a subministrar aquests fonaments a la integral. La definició de Riemann comença amb la definició d'una successió d'integrals fàcilment calculables que convergeix cap a la integral d'una funció donada. Aquesta definició té èxit en el sentit que dona la resposta esperada per a molts problemes prèviament resolts, i dona resultats útils per a molts altres problemes.
En canvi, la integració de Riemann no interacciona bé amb la presa de límits de successions de funcions, fent aquest procés de càlcul de límits difícil d'analitzar. Això és de principal importància, per exemple, en l'estudi de les sèries de Fourier, les transformades de Fourier i altres temes. La integral de Lebesgue és més capaç de descriure com i quan és possible prendre límits sota el signe integral. La definició de Lebesgue utilitza una classe diferent d'integrals fàcilment-calculables que la definició de Riemann, aquest és el motiu principal pel qual la integral de Lebesgue té un comportament millor.
La definició de la integral de Lebesgue també fa possible el càlcul d'integrals d'una classe més ampla de funcions.
Per exemple, la funció de Dirichlet, que val 0 quant l'argument és irracional i 1 si no ho és, té integral de Lebesgue, però no té integral de Riemann.

## Construcció de la integral de Lebesgue
El discurs que segueix va en paral·lel als enfocaments més habituals per exposar la integral de Lebesgue. En aquest enfocament la teoria de la integració té dues parts diferents:
1. Una teoria dels conjunts mesurables i les mesures d'aquests conjunts.
2. Una teoria de les funcions mesurables i les integrals d'aquestes funcions.

### Teoria de la mesura
La teoria de la mesura es va crear inicialment per subministrar una anàlisi detallada de la noció de longitud de subconjunts de la recta real i més en general de les nocions d'àrea i de volum de subconjunts d'espais euclidians. En particular, va subministrar una resposta sistemàtica a la pregunta de quins subconjunts de R tenen una longitud. Tal com es va veure en desenvolupaments posteriors de la teoria de conjunts (vegeu conjunt no mesurable), és de fet impossible assignar una longitud a tots els subconjunts de R de forma que es preservin algunes propietats naturals com l'additivitat i la invariància respecte de les translacions. Això suggereix que seleccionar dins d'una classe adequada de subconjunts mesurables és un prerequisit essencial.
Per descomptat, la integral de Riemann fa servir la noció de longitud de forma implícita. En efecte, l'element de càlcul de la integral de Riemann és el rectangle [a, b] × [c, d], l'àrea del qual es calcula com (b−a)(d−c). La quantitat b−a és la longitud de la base del rectangle i d−c és l'alçada del rectangle. En Riemann només podia fer servir rectangles plans per a aproximar l'àrea davall de la corba perquè no hi havia cap teoria adequada per a mesurar conjunts més generals.
En el desenvolupament de la teoria a la majoria dels llibres de text moderns (posteriors a 1950), l'enfocament de la mesura i la integració és axiomàtic. Això significa que una mesura és qualsevol funció μ definida sobre certs subconjunts X d'un conjunt E (l'argument de la funció és el subconjunt i el resultat és el valor de la mesura del subconjunt) que satisfà una certa llista de propietats.
La teoria dels conjunts mesurables i de la mesura (incloent-hi la definició i construcció d'aquestes mesures) es discuteix en altres articles. Vegeu mesura.

### Integració
Com és usual es comença amb un espai amb una mesura, (E,X,μ). Aquí, E és precisament un conjunt, X és una σ-àlgebra de subconjunts de E i μ és una mesura no negativa sobre X de subconjunts de E.
Per exemple, E pot ser l'espai euclidià de dimensió n Rn o algun subconjunt seu Lebesgue mesurable, X serà la σ-àlgebra de tots els subconjunts de E Lebesgue mesurables, i μ serà la mesura de Lebesgue. En la teoria matemàtica de la probabilitat μ serà una mesura de probabilitat sobre l'espai de probabilitat E.
En la teoria de Lebesgue, les integrals es limiten a una classe de funcions anomenades funcions mesurables. Una funció f és mesurable si l'antiimatge de tot interval tancat pertany a X:
{\displaystyle f^{-1}([a,b])\in X{\mbox{ per a tots }}a<b.}
Es pot demostrar que això és equivalent a requerir que l'antiimatge de tot subconjunt de Borel de R estigui a X. A partir d'aquí es farà aquesta suposició. El conjunt de les funcions mesurables és tancat respecte de les operacions algebraiques, però el que és més important, la classe és tancada respecte de diverses menes de límits de successions preses a cada punt de la funció:
{\displaystyle \liminf _{k\in \mathbb {N} }f_{k},\quad \limsup _{k\in \mathbb {N} }f_{k}}
Són mesurables si la successió original {fk}, on k ∈ N, està formada per funcions mesurables.
La integral 
{\displaystyle \int _{E}fd\mu \quad }
Per a funcions reals mesurables f definides en E es construeix en quatre etapes: 
Funcions característiques: Per assignar un valor a la integral de la funció característica d'un conjunt mesurable S de forma consistent amb una mesura donada μ, l'única elecció raonable és establir:
{\displaystyle \int 1_{S}d\mu =\mu (S)}
Funcions esglaonades: S'estén per linealitat com a combinació lineal de funcions característiques: 
{\displaystyle \int {\bigg (}\sum _{k}a_{k}1_{S_{k}}{\bigg )}d\mu =\sum _{k}a_{k}\int 1_{S_{k}}d\mu }
On el sumatori és finit i els coeficients ak són nombres reals. D'aquesta combinació lineal de funcions característiques se'n diu funció esglaonada. Encara que qualsevol funció esglaonada es pot escriure de moltes maneres com a combinació lineal de funcions característiques, la integral serà sempre la mateixa
Funcions no negatives: Sia f una funció mesurable no negativa sobre E a la que permetem que tingui el valor +∞, en altres paraules, f dona valors no negatius de la recta real estesa. Es defineix 
{\displaystyle \int _{E}f\,d\mu =\sup \left\{\,\int _{E}s\,d\mu :s\leq f,\ s\ {\mbox{simple}}\,\right\}}
S'ha de demostrar que aquesta integral coincideix amb la precedent, definida al conjunt de les funcions esglaonades. També hi ha la qüestió de si es correspon d'alguna manera amb la noció de Riemann d'integració. No és difícil de demostrar aquestes dues qüestions.
S'ha definit la integral de f per a qualsevol funció mesurable de E amb valors reals estesos. Per algunes funcions ∫f serà infinita.
Funcions amb signe: Per a manejar funcions amb signe, cal afegir unes quantes definicions més. Si f és una funció d'un conjunt mesurable E en els reals (incloent-hi ± ∞), llavors es pot escriure
{\displaystyle f=f^{+}-f^{-},\quad }
on
{\displaystyle f^{+}(x)=\left\{{\begin{matrix}f(x)&{\mbox{si}}\quad f(x)>0\\0&{\mbox{altrament}}\end{matrix}}\right.}
{\displaystyle f^{-}(x)=\left\{{\begin{matrix}-f(x)&{\mbox{si}}\quad f(x)<0\\0&{\mbox{altrament}}\end{matrix}}\right.}
És important veure que les dues f+ i f− són funcions no negatives. Cal notar també que 
{\displaystyle |f|=f^{+}+f^{-}.\quad }
si 
{\displaystyle \int |f|d\mu <\infty ,}
Llavors es diu que f és Lebesgue integrable. En aquest cas, les dues integrals satisfan
{\displaystyle \int f^{+}d\mu <\infty ,\quad \int f^{-}d\mu <\infty ,}
I això fa que tingui sentit definir 
{\displaystyle \int fd\mu =\int f^{+}d\mu -\int f^{-}d\mu }
Això fa que aquesta definició doni les propietats desitjables de la integral.
Les funcions amb valors complexos es poden integrar de forma semblant, a base de tractar la part real i la imaginaria per separat.

### Interpretació intuïtiva

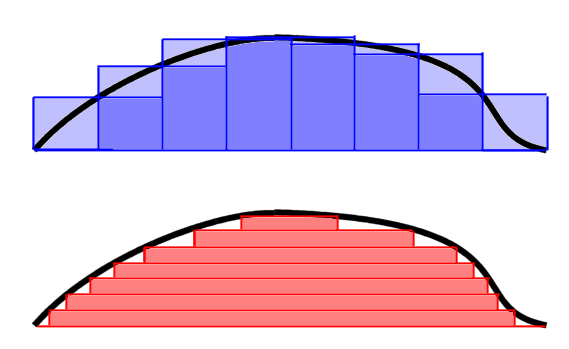
Il·lustració d'una integral de Riemann (blau) i una integral de Lebesgue (vermell)

Per assolir una mica d'intuïció sobre els diferents enfocaments de la integració, suposeu que es vol trobar el volum d'una muntanya (per damunt del nivell del mar).
L'enfocament de Riemann-Darboux: Dividir la base de la muntanya en una graella de quadrats d'1 metre de cantó. Mesurar l'altitud de la muntanya al centre de cada quadrat. El volum d'un quadrat concret de la graella és aproximadament 1x1x(altitud), així, el volum total és la suma de les altituds.
L'enfocament de Lebesgue: Dibuixar un mapa de corbes de nivell de la muntanya, de forma que les corbes estiguin separades per una altitud d'1 metre. El volum de la terra continguda en cada corba individual, és aproximadament l'àrea tancada per la corba multiplicada pel gruix. Així el volum total és la suma de les àrees de les corbes de nivell.
En Folland resumeix la diferència entre l'enfocament de Riemann i el de Lebesgue així: "per a calcular la integral de Riemann de f, es parteix el domini [a, b] en subintervals", mentre que en la integral de Lebesgue, "en efecte s'està particionant el recorregut de f".

### Exemple
Integrar la funció característica dels nombres racionals, 1Q. Aquesta funció no és contínua en cap punt.
- {\displaystyle 1_{\mathbb {Q} }} no és Riemann-integrable en [0,1]: No importa com es parteixi el conjunt [0,1] en subintervals, cada partició contindrà algun nombre racional i algun nombre irracional, donat que els racionals i els irracionals són tots dos densos en els reals. Per tant, el sumatori de Darboux superior serà sempre 1 i el sumatori de Darboux inferior serà sempre 0. Per tant, no convergiran a un mateix nombre com caldria perquè la integral existís.

- {\displaystyle 1_{\mathbb {Q} }} és Lebesgue-integrable en  [0,1] emprant la mesura de Lebesgue: Com que és la funció característica dels racionals, per definició

{\displaystyle \int _{[0,1]}1_{\mathbb {Q} }\,d\mu =\mu (\mathbb {Q} \cap [0,1])=0,}
donat que {\displaystyle \mathbb {Q} } és numerable.

## Limitacions de la integral de Riemann
Aquí es discuteixen les limitacions de la integral de Riemann i l'abast més gran que ofereix la integral de Lebesgue. Es pressuposa un coneixement pràctic de la integral de Riemann.
Amb l'adveniment de les sèries de Fourier, varen parèixer molts problemes analítics que implicaven integrals, la solució satisfactòria dels quals requeria l'intercanvi en l'ordre de realització entre sumatoris infinits i signes d'integració. Ara bé, les condicions en les quals les integrals
{\displaystyle \sum _{k}\int f_{k}(x)dx} i {\displaystyle \int {\bigg [}\sum _{k}f_{k}(x){\bigg ]}dx}
Són iguals són força elusives en el marc de la integral de Riemann. Hi ha algunes altres dificultats tècniques amb la integral de Riemann.
Aquestes estan lligades amb la dificultat de passar al límit que s'ha discutit més amunt.
Manca de convergència monòtona. Com s'ha mostrat més amunt, la funció característica 1Q dels racionals no és Riemann integrable. En particular, el teorema de la convergència monòtona no es compleix. Per veure perquè, sia {ak} una enumeració de tots els nombres racionals de [0,1] (són numerables per tant existeix.) Llavors sia 
{\displaystyle g_{k}(x)=\left\{{\begin{matrix}1&{\mbox{si }}x=a_{k}\\0&{\mbox{altrament}}\end{matrix}}\right.}
Llavors sia 
{\displaystyle f_{k}=g_{1}+g_{2}+\cdots +g_{k}.\quad }
La funció fk és zero a tot arreu excepte en un conjunt finit de punts, per tant la seva integral de Riemann és zero. La successió fk és també clarament no negativa i monòtona creixent cap a 1Q,la qual no és Riemann integrable.
Inadequació pels intervals no afitats. La integral de Riemann només pot integrar funcions en intervals afitats. L'extensió més senzilla és definir 
{\displaystyle \int _{-\infty }^{+\infty }f(x)dx=\lim _{a\rightarrow \infty }\int _{-a}^{+a}f(x)dx}
sempre que el límit existeixi. Ara bé, això trenca la propietat desitjable d'invariància amb la translació: si f i g són zero fora d'algun interval [a, b] i són Riemann integrables, i si f(x) = g(x + y) per algun y, llavors ∫ f = ∫ g. Amb aquesta definició de la integral impròpia (d'aquesta definició de vegades se'n diu el valor principal de Cauchy impropi sobre el zero), les funcions f(x) = (1 si x > 0, −1 altrament) i g(x) = (1 si x > 1, −1 altrament) són translacions l'una de l'altra, però les seves integrals impròpies són diferents.
{\displaystyle \int f(x)dx=0,\quad \int g(x)dx=-2.\quad }

## Teoremes bàsics de la integral de Lebesgue
La integral de Lebesgue no distingeix entre funcions que només difereixen en un conjunt de mesura nul·la. Per dir-ho amb precisió, dues funcions f, g es diu que són iguals quasi per a tot si i només si
{\displaystyle \mu (\{x\in E:f(x)\neq g(x)\})=0}
- si f, g són funcions no negatives (poden arribar a tenir el valor +∞) tals que f = g quasi per a tot, llavors

{\displaystyle \int fd\mu =\int gd\mu .}
- si f, g són funcions tals que f = g quasi per a tot, llavors f és Lebesgue integrable si i només si g és Lebesgue integrable i les integrals de f i g són iguals.

La integral de Lebesgue té les següents propietats:
Linealitat: si f i g són funcions Lebesgue integrables i a i b són nombres reals, llavors af + bg és Lebesgue integrable i 
{\displaystyle \int (af+bg)d\mu =a\int fd\mu +b\int gd\mu }
Monòtona: si f ≤ g, llavors 
{\displaystyle \int fd\mu \leq \int gd\mu .}
Teorema de la convergència monòtona: Suposant que {fk}k ∈ N és una successió de funcions reals mesurables no negatives tal que
{\displaystyle f_{k}(x)\leq f_{k+1}(x)\quad \forall k\in \mathbb {N} ,\forall x\in E.}
Llavors
{\displaystyle \lim _{k}\int f_{k}d\mu =\int \sup _{k}f_{k}d\mu .}
Nota: El valor de qualsevol de les integrals pot ser infinit.
Lema de Fatou: si {fk}k ∈ N és una successió de funcions reals mesurables no negatives, llavors 
{\displaystyle \int \liminf _{k}f_{k}d\mu \leq \liminf _{k}\int f_{k}d\mu .}
Altre cop, el valor de qualsevol de les integrals pot ser infinit.
Teorema de la convergència dominada: si {fk}k ∈ N és una successió de funcions complexes mesurables amb límit punt a punt f, i si hi ha una funció Lebesgue integrable g (és a dir, g ∈ L¹) tal que |fk| ≤ g per a tot k, llavors f és Lebesgue integrable i 
{\displaystyle \lim _{k}\int f_{k}d\mu =\int fd\mu .}

## Tècniques de demostració
Per a il·lustrar algunes de les tècniques de demostració que es fan servir en la teoria de la integral de Lebesgue, es fa un esborrany de la demostració del teorema de la convergència monòtona que s'ha esmentat més amunt:
Sia {fk}k ∈ N una successió no decreixent de funcions mesurables no negatives i sia
{\displaystyle f=\sup _{k\in \mathbb {N} }f_{k}}
Per la propietat de monotonia de la integral, és immediat que:
{\displaystyle \int fd\mu \geq \lim _{k}\int f_{k}d\mu }
I el límit de la dreta existeix, donat que la successió és monòtona.
Ara es demostra la desigualtat en l'altra direcció (que també se segueix del lema de Fatou), això és
{\displaystyle \int fd\mu \leq \lim _{k}\int f_{k}d\mu .}
A partir de la definició d'integral es dedueix que hi ha una successió no decreixent gn de funcions esglaonades no negatives que convergeix a f pont a punt quasi per a tot i tal que
{\displaystyle \lim _{k}\int g_{k}d\mu =\int fd\mu .}
Per tant, n'hi ha prou amb demostrar que per a cada k ∈ N, 
{\displaystyle \int g_{k}d\mu \leq \lim _{j}\int f_{j}d\mu .}
Es demostrarà que si g és una funció esglaonada i
{\displaystyle \lim _{j}f_{j}(x)\geq g(x)}
Quasi per a tot, llavors 
{\displaystyle \lim _{j}\int f_{j}d\mu \geq \int gd\mu .}
A base de trencar la funció g en les seves parts constants, això es redueix al cas en què g és la funció característica d'un conjunt. El resultat que s'ha de demostrar és llavors
Suposant que A és un conjunt mesurable i {fk}k ∈ N és una successió no decreixent de funcions mesurables en E tal que
{\displaystyle \lim _{n}f_{n}(x)\geq 1}
quasi per a tot x ∈ A. Llavors
{\displaystyle \lim _{n}\int f_{n}d\mu \geq \mu (A).}
Per a demostrar aquest resultat, es fixa ε > 0 i es defineix una successió de conjunts mesurables 
{\displaystyle B_{n}=\{x\in A:f_{n}(x)\geq 1-\epsilon \}.}
Per la monotonia de la integral, se segueix que per a qualsevol
n ∈ N, 
{\displaystyle \mu (B_{n})(1-\epsilon )=\int (1-\epsilon )1_{B_{n}}d\mu \leq \int f_{n}d\mu }
Per hipòtesi, 
{\displaystyle \bigcup _{i}B_{i}=A,}
fins a un conjunt de mesura 0. Així, per l'additivitat comptable de μ
{\displaystyle \mu (A)=\lim _{n}\mu (B_{n})\leq \lim _{n}(1-\epsilon )^{-1}\int f_{n}d\mu .}
Com que això és cert per a qualsevol ε positiu s'obté el resultat.

## Formulacions alternatives
És possible de desenvolupar la integral respecte de la mesura de Lebesgue sense haver de descansar en la maquinària completa de la teoria de la mesura. Un enfocament d'aquest tipus és el que subministra la integral de Daniell.
També hi ha un enfocament alternatiu per a desenvolupar la teoria de la integració a través dels mètodes de l'anàlisi funcional. La integral de Riemann existeix per a qualsevol funció contínua f amb suport compacte definida a Rn (o un subconjunt obert fixat). Les integrals per a funcions més generals es poden construir començant a partir d'aquestes integrals.
Sia Cc l'espai de totes les funcions reals contínues amb suport compacte de R. Es defineix una norma sobre Cc com
{\displaystyle \|f\|=\int |f(x)|dx}
Llavors Cc és un espai vectorial amb norma (i en particular, és un espai mètric). Tots els espais mètrics tenen el corresponen espai  Hausdorff complet, així, sia L¹ el seu espai Hausdorff complet. Aquest espai és isomorf a l'espai de les funcions integrables de Lebesgue mòdul el subespai de les funcions amb integral zero. És més, la integral de Riemann ∫ és un funcional uniformement contínua respecte de la norma sobre Cc, la qual es densa en L¹. A partir d'aquí ∫ té una extensió única a totes les L¹. Aquesta integral és precisament la integral de Lebesgue.
Aquest enfocament es pot generalitzar per construir la teoria de la integració respecte de la mesura de Radon sobre espais localment compactes. Aquest és l'enfocament adoptat per en Bourbaki (2004); per a més detall vegeu  Mesures de Radon en espais localment compactes.

## Aplicacions en anàlisi funcional
Finalment cal mencionar que moltes de les afirmacions sobre espais vectorials topològics
(per exemple Espai de Hilbert o espai de Banach) i sobre procediments de pas al límit en els mateixos (és a dir convergència forta o feble) se simplifiquen essencialment si es fa servir des del començament la integral de Lebesgue.